# M2M
M2M (machine to machine, 'máquina a máquina') es un concepto genérico que se refiere al intercambio de información o comunicación en formato de datos entre dos máquinas remotas.

## Elementos fundamentales
Los elementos fundamentales que aparecen en todos los entornos M2M son los siguientes:
- Máquinas que gestionar: Gestión de flotas, Alarmas domésticas, TPV (Terminal Punto de Venta), Contadores de agua/gas/ electricidad, paneles informativos en carreteras, máquinas vending, telemantenimiento de ascensores, estaciones meteorológicas, etc.

- Dispositivo M&M: módulo conectado a una máquina remota y que provee de comunicación con el servidor. Usualmente, el dispositivo M2M también consta de capacidad de proceso donde se ejecuta la aplicación de negocio. Por una parte implementa el protocolo para poder comunicarse con la máquina y por otra parte implementa el protocolo de comunicación para el envío de información.

- Servidor: Ordenador que gestiona el envío y recepción de información de las máquinas que gestiona. Habitualmente está integrado además con el core business de la empresa (ERP, Mapas GIS de trazabilidad de flotas de camiones, Sistema de pedidos, Centrales receptoras de alarmas, Helpdesk,etc.) de modo que la información recibida por el Servidor pasa a ser parte crítica del negocio.

- Red de comunicación: pueden ser de dos naturalezas principalmente, a través de cable: PLC, Ethernet, RTC, RDSI, ADSL etc., o bien a través de redes inalámbricas: GSM/UMTS/HSDPA, Wifi, Bluetooth, RFID, Zigbee, UWB, etc.

## Evolución futura del M2M
El desarrollo de la tecnología M2M está relacionado con el Internet de las Cosas y otras tecnologías avanzadas. Los principales campos de aplicación son la automoción, la electrónica, la logística y las empresas de la energía. Las aplicaciones se extenderán en el futuro a otros sectores.
Tecnológicamente, el desarrollo de la tecnología hace prever un uso creciente. Estos son algunos de las causas:
- Comunicación por satélite. La mejora de comunicaciones satelitales permitirá una comunicación global entre máquinas, refiriéndonos en este caso, por ejemplo, a vehículos marítimos, aéreos o terrestres.
- Incremento del número de dispositivos conectados. También de la complejidad creciente de los dispositivos y de las transacciones de negocio.
- Incremento de las transacciones debido a la aparición de tecnologías transversales tales como el blockchain, que permitirá seguridad y auditoría, o la inteligencia artificial.